# William Hammond (ciclista)
William Robert Hammond (Eastbourne, 2 luglio 1886 – Coventry, 13 gennaio 1960) è stato un ciclista su strada britannico.

## Palmarès

### Olimpiadi
- Argento a Stoccolma 1912 nella corsa a squadre.